# Cryptocephalus bohemius
Cryptocephalus bohemius – gatunek z rzędu chrząszczy z rodziny stonkowatych (Chrysomelidae). Gatunek po raz pierwszy został naukowo opisany w 1819 roku przez Auguste Drapieza.